# Valence écologique
La valence écologique d’une espèce est la faculté de cette espèce à peupler des milieux caractérisés par une plus ou moins grande variation des différents facteurs écologiques. Elle représente la capacité à (re)coloniser ou à (re)peupler un biotope donné. Plusieurs dénominations se basent sur le suffixe "_phile" pour indiquer qu'une espèce apprécie certaines conditions de l'environnement, et s'oppose au suffixe "_fuge" indiquant que l'espèce "fuit" les milieux présentant certaines caractéristiques. Une autre opposition souvent indiquée est celle entre les espèces "Eury_" et "Sténo", les premières supportent des variations plus amples du paramètre placé en suffixe.
On distingue plusieurs catégories,:
- Sténoèce : espèce à faible valence écologique, donc très spécifiques d'un milieu
- Mesoèce : espèce à valence écologique moyenne
- Euryèce : espèce à forte valence écologique, donc peu spécifique à un milieu

## Paramètres

### Salinité
- Euryhalin : êtres vivants présentant un intervalle de tolérance élevé pour le degré de salinité des eaux.
- Sténohalin : êtres vivants présentant un intervalle de tolérance faible pour le degré de salinité des eaux.

### Température/lumière
- Eurytherme : êtres vivants présentant un intervalle de tolérance élevé aux variations de température.
- Sténotherme : êtres vivants présentant un intervalle de tolérance faible aux variations de température.
- Thermophile: Se dit d'une plante dont le développement est optimal dans les milieux les plus chauds d'une région (Crucianella angustifolia est thermophile en Auvergne par ex).
- Héliophile : du grec Helios (dieu du soleil), se dit d'un végétal qui exige un fort ensoleillement pour se développer normalement. Ce sont principalement les plantes en C4 comme le maïs, à l'opposé des espèces sciaphiles.
- Sciaphile: qui tolère un ombrage important (plantules de hêtre par exemple).

### Oxygène
- Euryoxybionte : organisme aquatique possédant un grand intervalle de tolérance relatif à la concentration en oxygène dissous.
- Sténooxybionte : organisme aquatique possédant un faible intervalle de tolérance relatif à la concentration en oxygène dissous.

### Acidité
- Acidophile : équivalent de calcifuge ; espèce confinée aux substrats siliceux et acides.
- Calcifuge : espèce végétale dite acidophile ou silicicole qui évite de ce fait les terrains calcaires.
- Calciphile ou calcicole : espèce végétale inféodée aux sols neutres ou basiques donc riches en calcaire (hêtre, la plupart des orchidées…)

### Humidité/Eau
- Xérophile: Se dit d'une espèce pouvant s'accommoder de milieux secs (Artemisia campestris par exemple) autrement appelés Milieux Xérique .
- Ombrophile : désigne des espèces ou des communautés qui exigent de fortes précipitations, régulièrement réparties au cours du cycle annuel, pour se développer. Tel est le cas des végétaux des forêts pluvieuses tropicales et équatoriales.

### Autres
- Psammophile : qui sont liés au sable.
- Eury/méso/sténo-tope : utilisé en fonction de l'aire de répartition